# Liste von Märchenfilmen
Die Liste von Märchenfilmen listet Märchenfilme nach Jahr, wobei die Grundordnung länderspezifisch ist. Ausgangspunkt für die Angabe von Filmtitel, Originaltitel, Premierenjahr und Regisseur der einzelnen Märchenfilme sind die Internet Movie Database, das Lexikon des internationalen Films sowie insbesondere für die Märchenfilme aus Tschechien und der Slowakei die Česko-Slovenská filmová databáze. Da sich auch bei diesen Filmdatenbanken sowie Filmlexika die Angaben beispielsweise über das Entstehungsjahr um ein bis zwei Jahre widersprechen können, ist es sinnvoll, jeden Film in der Listung eindeutig zu charakterisieren durch Titel, Jahr und Regisseur. Bei widersprüchlichen Angaben sollten – soweit zugänglich – die Angaben des Filmabspanns in Originalsprache herangezogen werden.

## Ägyptischer Märchenfilm
- 1961: Prinzessin Asisa (El safira Aziza) – Regie: Tolba Radwan[1]

## Australischer Märchenfilm
- 2003: Peter Pan – Regie: P.J. Hogan, Vorlage: J.M. Barrie
- 2008: Das Geheimnis der Mondprinzessin (The Secret of Moonacre) – Regie: Gabor Csupo
- 2009: Beauty and the Beast – Regie: David Lister
- 2011: Sinbad gegen das Ungeheuer (Sinbad and the Minotaur) – Regie: Karl Zwicky, Vorlage: Tausendundeine Nacht[2]
- 2015: Pan – Regie: Joe Wright, Vorlage: J.M. Barrie[3]
- 2022: The King’s Daughter – Regie: Sean McNamara, Vorlage: Vonda N. McIntyre „Das Lied von Mond und Sonne“[4]
- 2022: Three Thousand Years of Longing – Regie: George Miller[5]

## Belgischer Märchenfilm
- 1976: Gullivers Reisen, Eine Reise nach Liliput – Regie: Peter R. Hunt[6]
- 1995: Das Märchen von drei Diamanten – Regie: Michel Khleifi[7]
- 2000: Mariken – Regie: André van Duren
- 2003: Le monde vivant – Regie: Eugène Green[8][9]
- 2011: Die Fee (La fée) – Regie: Dominique Abel, Fiona Gordon, Bruno Romy
- 2012: Blancanieves – Ein Märchen von Schwarz und Weiss (Blancanieves) – Regie: Pablo Berger
- 2015: Aladin – Tausendundeiner lacht! – Regie: Arthur Benzaquen, Vorlage: Tausendundeine Nacht[10]
- 2021: Samuel’s Travels – Regie: Aik Karapetian[11][12]

## Bulgarischer Märchenfilm
- 1957: Der falsche Prinz (Labakan) – Regie: Václav Krška, Vorlage: Wilhelm Hauff[13]
- 1957: Eine Legende über die Liebe (Legenda o lásce) – Regie: Václav Krška[14]
- 1974: Der Drache (Ламята) – Regie: Todor Dinow[15]
- 1976: Die traurige Nixe (Малката русалка) – Regie: Wladimir Bytschkow, Vorlage: Die kleine Meerjungfrau von Hans Christian Andersen
- 1976: Die Braut mit den schönsten Augen (Godenizata s nai-krasiwite otschi) – Regie: Jan Schmidt
- 1987: Die 13. Braut des Prinzen (13ta godeniza na prinza) – Regie: Iwanka Dimitrowa Grabtschewa[16]

## Chinesischer Märchenfilm
- 1959: Der Zauberteppich – Regie: Djän Dja-Dshun
- 1960: Die Zauberaster (Ma la hua) – Regie: Wen Chan Dan, Hue Yan Moeng[17]
- 1981: Ailifu und die schöne Prinzessin (Ailipu yu Sainaimu) – Regie: Fu Jie, Vorlage: Orientalische Volksmärchen[18][19]
- 1982: Prinzessin Tana (Yu sui gong qing) – Regie: Tianhong Gao[20]
- 1983: Die Pfauenprinzessin (Kong que gong zhu) – Regie: Fei Su, Rong Xing, Jinming Zhu[21]
- 1997: Das Zauberbildnis (魔术的肖像) – Regie: Gennadi Wassiljew
- 2011: Die Legende der Weißen Schlange (白蛇传说) – Regie: Siu-Tung Ching, Vorlage: Chinesisches Volksmärchen[22][23]

## Dänischer Märchenfilm
- 1907: König Drosselbart (Der var engang) – Regie: Viggo Larsen, Vorlage: Brüder Grimm
- 1907: Das Feuerzeug (Fyrtøjet) – Regie: Viggo Larsen, Vorlage: Hans Christian Andersen
- 1907: König Drosselbart (Der var engang) – Regie: Viggo Larsen, Gustav Lund, Vorlage: Brüder Grimm[24]
- 1958: Kleiner Engel ohne Bedeutung – Regie: Ole Walbom, Vorlage: Claude-André Puget[25]
- 1966: Der Bettelprinz (Der var engang) – Regie: John Price, Vorlage: Hans Christian Andersen[26]
- 1969: Komteß Elsa – Das Loch im goldenen Käfig (Der kom en soldat) – Regie: Peer Guldbrandsen, Vorlage: Hans Christian Andersen[27]
- 1985: Der fliegende Teppich (Hodja fra Pjort) – Regie: Brita Wielopolska, Vorlage: Tausendundeine Nacht[28]
- 1998: The Glass-blower’s Children (Glaspusterens børn) – Regie: Anders Grönros, Vorlage: Maria Gripe[29][30]
- 1998: Albert und der große Rapollo (Albert) – Regie: Jørn Faurschou[31]
- 2000: Die Schneekönigin (Snedronningen) – Regie: Jacob Jørgensen, Vorlage: Hans Christian Andersen
- 2009: Die wilden Schwäne (De vilde Svaner) – Regie: Peter Flinth, Vorlage: Hans Christian Andersen
- 2014: Der Junge mit den Goldhosen (Drengen med guldbukserne) – Regie: Ella Lemhagen[32]
- 2018: Wildhexe (Vildheks) – Regie: Kaspar Munk[33][34]
- 2018: Die Teufelsfeder (Certí brko) – Regie: Marek Najbrt

## Deutscher Märchenfilm
Siehe Liste von deutschen Märchenfilmen

## Englischer Märchenfilm (United Kingdom)
Siehe Liste von englischen Märchenfilmen

## Estnischer Märchenfilm
- 2017: November (Rehepapp) – Regie: Rainer Sarnet[35][36]

## Finnischer Märchenfilm
- 1951: Prinzessin Dornröschen (Princessa Ruusunen/Prinsessan Törnrasa) – Regie: Edvin Laine
- 1952: Das weiße Rentier / Das weiße Ren (Valkoinen peura) – Regie: Erik Blomberg[37][38]
- 1959: Das gestohlene Glück (Sampo) – Regie: Alexander Ptuschko, Vorlage: Gesänge der Kalevala
- 1977: Waldapfel (Antti Puuhaara) – Regie: Heikki Partanen, Vorlage: Kalevala[39]
- 1982: Der König, der kein Herz hatte (Kuningas jolla ei ollut sydäntä) – Regie: Päivi Hartzell
- 1984: Pessi und Illusia im Feenland (Pessi ja Illusia) – Regie: Heikki Partanen[40]
- 1986: Die Schneekönigin (Lumikuningatar) – Regie: Päivi Hartzell, Vorlage: Hans Christian Andersen
- 2001: Rölli und die Elfen (Rölli Ja Metsänhenki) – Regie: Olli Saarela
- 2014: Die Schneekönigin – Regie: Karola Hattop, Vorlage: Hans Christian Andersen

## Französischer Märchenfilm

### Georges Méliès’ verfilmtes Märchentheater (französische Stummfilme)
- 1899: Aschenbrödel (Cendrillon) – Regie: Georges Méliès, Vorlage: Charles Perrault[Literatur 1]
- 1901: Blaubart (Barbe-bleue) – Regie: Georges Méliès, Vorlage: Charles Perrault
- 1901: Das kleine Rotkäppchen (Le petit chaperon rouge) – Regie: Georges Méliès, Vorlage: Charles Perrault
- 1903: Das Königreich der Feen (Le royaume des fées) - Regie: Georges Méliès, Vorlage: Charles Perrault "Dornröschen"[41]
- 1911: Die Abenteuer des Barons von Münchhausen (Les aventures de baron de Munchhausen) – Regie: Georges Méliès, Vorlage: Gottfried August Bürger
- 1912: Aschenputtel oder der wunderbare Pantoffel / Cendrillon oder der Zauberpantoffel (Cendrillon ou La pantoufle merveilleuse) – Regie: Georges Méliès, Vorlage: Charles Perrault[42]

### Weitere Stummfilme
- 1902: Ali Baba und die 40 Räuber (Ali Baba et les quarante voleurs) – Regie: Ferdinand Zecca, Vorlage: Tausendundeine Nacht[43]
- 1906: Aladin und die Wunderlampe (Aladin ou la lampe merveilleuse) – Regie: Albert Capellani, Vorlage: Tausendundeine Nacht[44]
- 1907: Le pied de mouton – Regie: Albert Capellani[45]
- 1908: L'araignée d'or – Regie: Segundo de Chomón[46]
- 1909: Der kleine Däumling (Le Petit Poucet) – Regie: Segundo de Chomón, Vorlage: Charles Perrault[47]
- 1910: Die Kleine Streichholzverkäuferin (La petite marchande d’allumettes), Vorlage: Hans Christian Andersen[Literatur 2]
- 1924: Die Tochter des Wassers (La fille de l'eau) – Regie: Jean Renoir[48]
- 1928: Geheimnisse des Orients (Shéhérazade) – Regie: Alexandre Volkoff, Vorlage: Tausendundeine Nacht[49]
- 1928: Die Fabel von Reineke Fuchs (Le Roman de Renard) – Regie: Ladislaus Starewitsch[50]
- 1928: Das kleine Mädchen mit den Schwefelhölzern (La petite marchande d’allumettes) – Regie: Jean Renoir, Vorlage: Hans Christian Andersen

### Französische Tonfilme
- 1942: Die Nacht mit dem Teufel (Les visiteurs du soir) – Regie: Marcel Carné[51]
- 1946: Es war einmal (La Belle et la Bête) – Regie: Jean Cocteau, Vorlage: Gabrielle-Suzanne de Villeneuve und Jeanne-Marie Leprince de Beaumont
- 1949: Alice im Wunderland (Alice au pays des Merveilles) – Regie: Dallas Bower
- 1951: Blaubart – Regie: Christian-Jaque
- 1954: Ali Baba (Ali Baba et les Quarante Voleurs) – Regie: Jacques Becker
- 1956: Die tolle Residenz (Bonjour sourire!) – Regie: Claude Sautet[52]
- 1956: Die Abenteuer des Till Ulenspiegel (Les aventures de Till L’Espiègle) – Regie: Gérard Philipe, Joris Ivens
- 1960: Der Gauner von Bagdad (Le Voleur de Bagdad) – Regie: Arthur Lubin[53]
- 1961: Aladins Abenteuer (Le meraviglie di Aladino) – Regie: Mario Bava, Henry Levin, Vorlage: Tausendundeine Nacht
- 1963: Sheherazade – Der goldene Löwe von Bagdad (shéhérazade) – Regie: Pierre Gaspard-Huit[54]
- 1965: Beatrice – Regie: Jean-José Richer[55][56]
- 1967: Schöne Isabella (C’era una volta…) – Regie: Francesco Rosi, Vorlage: neapolitanisches Volksmärchen[57]
- 1970: Eselshaut (Peau d’Âne) – Regie: Jacques Demy, Vorlage: Charles Perrault
- 1972: Der kleine Däumling (Le Petit Poucet)
- 1973: Die Schöne die im Walde schlief (La belle au bois dormant) – Regie: Robert Maurice, Vorlage: Charles Perrault
- 1976: Vom Wolf und den pfiffigen Geißlein (Le Rock du Méchant Loup) – Regie: Elisabeta Bostan[58][59]
- 1978: Der Dieb von Bagdad (Le voleur de Bagdad) – Regie: Clive Donner, Vorlage: Motive aus Tausendundeine Nacht[60][61]
- 1983: Das Leben ist ein Roman (La Vie est un roman) – Regie: Alain Resnais
- 1984: Cinderella ’80 (Cendrillon ’80) – Regie: Roberto Malenotti
- 1988: Der große und der kleine Klaus – Regie: Dušan Trančík, Vorlage: Hans Christian Andersen, Der König der Zeit von Božena Němcová
- 1989: Aschenputtel (Cendrillon) – Regie: Karin Brandauer, Vorlage: Brüder Grimm
- 1989: Der Teufel und seine zwei Töchter – Regie: Jesús Garcia de Duenas, Vorlage: Blancaflor oder die Tochter des Teufels von Aurelio Macedonio Espinosa
- 1989: Sieben auf einen Streich – Regie: Dušan Trančík, Vorlage: Brüder Grimm
- 1990: Sheherazade – Mit 1001 PS ins Abenteuer (Les 1001 nuits), Regie: Philippe de Broca
- 1990: Der Reisekamerad – Regie: Ludvík Ráža, Vorlage: Hans Christian Andersen
- 1990: Magic Woman (Sur le coup de minuit) – Regie: Tom Clegg[62]
- 1995: Der Prinz und der Prügelknabe – Regie: Syd Macartney
- 1996: Die Legende von Pinocchio (Pinocchio) – Regie: Steve Barron, Vorlage: Pinocchio von Carlo Collodi
- 1997: Der Hexenclub von Bayonne (Un amour de sorcière) – Regie: René Manzor[63]
- 2000: Tomas und der Falkenkönig (Thomas le fauconnier) – Regie: Václav Vorlícek, Vorlage: Novelle von Jozef Cíger-Hronský
- 2001: Der kleine Däumling (Le petit poucet) – Regie: Olivier Dahan, Vorlage: Charles Perrault
- 2002: Der Kuss des Bären (Le baiser de l'ours) – Regie: Sergei Bodrov[64][65]
- 2003: Le monde vivant – Regie: Eugène Green[8][9]
- 2005: Isnogud – Der bitterböse Großwesir (Iznogoud) – Regie: Patrick Braoudé[66]
- 2005: Zaina – Königin der Pferde (Zaïna, cavalière de l'Atlas) – Regie: Bourlem Guerdjou
- 2008: Das Geheimnis der Mondprinzessin (Le secret de Moonacre) – Regie: Gabor Csupo
- 2007: Ali Baba und die 40 Räuber (Ali Baba et les 40 voleurs) – Regie: Pierre Aknine, Vorlage: Tausendundeine Nacht
- 2009: Blaubarts jüngste Frau (Barbe Bleue) – Regie: Catherine Breillat, Vorlage: Charles Perrault
- 2009: Schneewittchen (Blanche Neige) – Regie: Angelin Preljocaj[67]
- 2010: Die schlafende Schöne (La belle endormie) – Regie: Catherine Breillat, Vorlage: Charles Perrault und Hans Christian Andersen
- 2011: Die Fee (La fée) – Regie: Dominique Abel, Fiona Gordon, Bruno Romy
- 2011: Im finsteren Walde (Le petit poucet) – Regie: Marina de Van, Vorlage: Charles Perrault
- 2012: Spieglein an der Wand (Miroir mon amour) – Regie: Siegrid Alnoy, Vorlage: Brüder Grimm
- 2012: Blancanieves – Ein Märchen von Schwarz und Weiss (Blancanieves) – Regie: Pablo Berger
- 2014: Die Schöne und das Biest (La Belle et la Bête) – Regie: Christophe Gans, Vorlage: Gabrielle-Suzanne de Villeneuve
- 2015: Aladin – Tausendundeiner lacht! (Les nouvelles aventures d’Aladin) – Regie: Arthur Benzaquen, Vorlage: Tausendundeine Nacht[10]
- 2015: Das Märchen der Märchen (Tale of Tales: Le Conte des contes) – Regie: Matteo Garrone
- 2017: Errementari: Der Schmied und der Teufel (Errementari) – Regie. Paul Urkijo Alijo[68][69]
- 2018: Aladin – Wunderlampe vs. Armleuchter (Alad’2) – Regie: Lionel Steketee, Vorlage: Tausendundeine Nacht[70]
- 2019: Der verlorene Prinz und das Reich der Träume (Le prince oublié) – Regie: Michel Hazanavicius[71][72]
- 2020: Undine – Regie: Christian Petzold[73]

## Hongkonger Märchenfilm (bis 1997)
- 1965: Fairy, Ghost, Vixen (Liao zhai zhi yi) – Regie: Huang Tang[74][75]

## Indischer Märchenfilm
- 1968: Goopy Gyne Bagha Byne – Regie: Satyajit Ray, Vorlage: Upendrakishore Raychowdhury
- 1972: Der schwarze Berg (Kaala Parvat) – Regie: Alexander Sguridi, Vorlage: Khwaja Ahmad Abbas
- 1973: Duvidha – Zwei Gesichter (Duvidha) – Regie: Mani Kaul, Vorlage: Volksmärchen[76]
- 1980: Hirak Rajar Deshe – Regie: Satyajit Ray, Vorlage: Upendrakishore Raychowdhury
- 1980: Ali Baba und die 40 Räuber (Alibaba Aur Chalis Chor) – Regie: Latif Faisijew, Umesh Mehra, Vorlage: Tausendundeine Nacht
- 2005: Die Schöne und der Geist (Paheli) – Regie: Amol Palekar, Vorlage: Volksmärchen[77][78]

## Iranischer Märchenfilm
- 1979: Der König und die Tochter des Schäfers – Regie: Malak Khazai, Vorlage: Persischen Volksmärchen, ähnelt „Die drei Wünsche“[79]
- 1979: Die drei Wünsche – Regie: Malak Khazai, Vorlage: Tausendundeine Nacht[80]

## Irischer Märchenfilm
- 1994: Das Geheimnis des Seehundbabys (The Secret of Roan Inish) – Regie: John Sayles[81]
- 2004: Ella – Verflixt & zauberhaft (Ella Enchanted) – Regie: Tommy O’Haver
- 2020: Gretel & Hänsel (Gretel & Hansel) – Regie: Oz Perkins[82]

## Italienischer Märchenfilm
- 1941: Prinzessin Aschenbrödel (Cenerentola e il signor Bonaventura) – Regie: Sergio Tofano, Vorlage: Volksmärchen Aschenputtel
- 1947: Die Abenteuer des Pinocchio (Le avventure di Pinocchio) – Regie: Gianetto Guardone[83]
- 1951: Das Wunder von Mailand (Miracolo a Milano) – Regie: Vittorio De Sica[84]
- 1951: I sette nani alla riscossa – Regie: Paolo William Tamburella, Vorlage: Schneewittchen und die 7 Zwerge[85]
- 1958: Peter Pan – Regie: Alessandro Brissoni, Vorlage: J.M. Barrie[86]
- 1960: Der Gauner von Bagdad (Il ladro di Bagdad) – Regie: Arthur Lubin
- 1961: Aladins Abenteuer (Le meraviglie di Aladino) – Regie: Mario Bava, Henry Levin, Vorlage: Tausendundeine Nacht
- 1962: Der goldene Pfeil (L'arciere delle mille e una notte) – Regie: Antonio Margheriti[87]
- 1963: Sheherazade – Der goldene Löwe von Bagdad (Shéhérazade) – Regie: Pierre Gaspard-Huit[54]
- 1965: Das Geheimnis der roten Blume / Der Unverwundbare (Kindar, l’invulnerabile) – Regie: Osvaldo Civirani[88]
- 1967: Schöne Isabella (C’era una volta…) – Regie: Francesco Rosi
- 1968: Tausend und eine Nacht (Sharaz) – Regie: José María Elorrieta, Vorlage: Tausendundeine Nacht[89]
- 1973: Sindbad und der Kalif von Bagdad (DDR) / Der Schatz des Piraten (BRD) (Simbad e il califfo di Bagdad) – Regie: Pietro Francisci[90]
- 1973: Finalmente le mille e una notte – Regie: Antonio Margheriti, Vorlage: Tausendundeine Nacht[91]
- 1984: Cinderella ’80 (Cenerentola ’80) – Regie: Roberto Malenotti
- 1986: Momo – Regie: Johannes Schaaf, Vorlage: Michael Ende
- 1986: Aladin (Superfantagenio) – Regie: Bruno Corbucci, Vorlage: Tausendundeine Nacht
- 1988: Der große und der kleine Klaus – Regie: Dušan Trančík, Vorlage: Hans Christian Andersen, Der König der Zeit vom Božena Němcová
- 1989: Der Teufel und seine zwei Töchter – Regie: Jesús Garcia de Duenas, Vorlage: Blancaflor oder die Tochter des Teufels von Aurelio Macedonio Espinosa
- 1989: Sieben auf einen Streich – Regie: Dušan Trančík, Vorlage: Brüder Grimm
- 1989: Sindbad – Herr der sieben Meere (Sinbad of the Seven Seas) – Regie: Enzo G. Castellari, Luigi Cozzi[92]
- 1990: Der Reisekamerad – Regie: Ludvík Ráža, Vorlage: Hans Christian Andersen
- 1990: Sheherazade – Mit 1001 PS ins Abenteuer (Le mille e una notte), Regie: Philippe de Broca
- 1991: Prinzessin Fantaghirò (Fantaghirò) – Regie: Lamberto Bava
- 1994: Der Ring des Drachen (Desideria e l’anello del drago) – Regie: Lamberto Bava
- 1996: Prinzessin Alisea (Sorellina e il principe del sogno) – Regie: Lamberto Bava
- 1997: Die falsche Prinzessin (La Principessa E Il Povero) – Regie: Lamberto Bava
- 2002: Der Kuss des Bären (Il bacio dell'orso) – Regie: Sergei Bodrov[64][65]
- 2007: Ali Baba und die 40 Räuber (Alì Babà e i 40 ladroni) – Regie: Pierre Aknine, Vorlage: Tausendundeine Nacht[93]
- 2008: Pinocchio – Regie: Alberto Sironi[94]
- 2011: Cinderella – Ein Liebesmärchen in Rom (Cenerentola) – Regie: Christian Duguay

- 2012: 1001 Nacht (Le mille e una notte: Aladino e Sherazade) – Regie: Marco Pontecorvo[95]
- 2014: Die Legende einer unsterblichen Liebe (La bella e la bestia) – Regie: Fabrizio Costa[96]
- 2015: Das Märchen der Märchen (Il racconto dei racconti) – Regie: Matteo Garrone
- 2018: Unsere Lehrerin, die Weihnachtshexe (La Befana vien di notte) – Regie: Michele Soavi[97]
- 2022: Die Legende der Weihnachtshexe (La Befana vien di notte 2 – Le origini) – Regie: Paola Randi[98]

## Japanischer Märchenfilm
- 1935: Princess Kaguya (Kaguya hime) – Regie: Nobuo Aoyagi, Yoshitsugu Tanaka, Vorlage: Die Geschichte der Prinzessin Kaguya[99][100]
- 1964: Der Löwe des gelben Meeres (大盗賊) – Regie: Senkichi Taniguchi, Vorlage: Motive aus orientalischen Märchen[101]
- 1964: Kwaidan (怪談) – Regie: Masaki Kobayashi, Vorlage: japanische Volksmärchen[102]
- 1967: The Mad Fox (恋や恋なすな恋) – Regie: Tomu Uchida[103][104][105]
- 1979: Yashagaike / Demon Pond (夜叉ヶ池) – Regie: Masahiro Shinoda[106][107]
- 1987: Kaguya, Princess from the Moon (竹取物語) – Regie: Kon Ichikawa, Vorlage: Die Geschichte der Prinzessin Kaguya[108]
- 2005: Demon Pond (夜叉ヶ池) – Regie: Takashi Miike[109][110]

## Jugoslawischer Märchenfilm (1918–2003)
- 1953: Peter und der Riese (Kekec) – Regie: Jože Gale[Literatur 3]
- 1963: Der glückliche Zwerg, Abenteuer in der Berghöhle (Srecno, Kekec!) – Regie: Jože Gale[111]
- 1965: Die Schlafsternchen (Zvezdica Zaspanka) – Regie:Jože Pengov
- 1968: Kekec’s Tricks (Srečno, Kekec) – Regie: Jože Gale[112]
- 1969: Peter Pan – Regie: Visnja Lasta, Vorlage: J.M. Barrie[113]

## Kanadischer Märchenfilm
- 1989: Abschied vom Zauberwald (BRD) / Piroschka und der Wolf (DDR) (Piroska és a farkas) – Regie: Márta Mészáros[114][115][114]
- 1990: Zeit der Schmetterlinge (The Flying Sneaker) – Regie: Bretislav Pojar[116]
- 2001: Aschenputtels Geheimnis (Confessions of an Ugly Stepsister) – Regie: Gavin Millar
- 2001: Snow White – Regie: Caroline Thompson
- 2002: Die Schneekönigin (Snow Queen) – Regie: David Wu[117]
- 2008: Another Cinderella Story – Regie: Damon Santostefano
- 2008: Prinzessin Ithaka (Princess) – Regie: Mark Rosman[118]
- 2009: Die Schöne und die Bestie (Beauty and the Beast) – Regie: David Lister[119]
- 2009: Das Kabinett des Doktor Parnassus (The Imaginarium of Doctor Parnassus) – Regie: Terry Gilliam[120]
- 2009: Alice im Wunderland (Alice) – Regie: Nick Willing, Vorlage: Lewis Carroll
- 2011: Red Riding Hood – Unter dem Wolfsmond (Red Riding Hood) – Regie: Catherine Hardwicke, Vorlage: David Leslie Johnson und Rotkäppchen von den Brüdern Grimm und Charles Perrault
- 2015: After the Ball – Regie: Sean Garrity[121]
- 2020: Gretel & Hänsel (Gretel & Hansel) – Regie: Oz Perkins[82]

## Koreanischer Märchenfilm
- 1986: Die Sage von On Dal (Ondaljon) – Regie: Ha Ung Man[122]
- 2007: Hansel & Gretel (Henjel gwa Geuretel) – Regie: Pil-sung Yim
- 2015: The Piper (Sonnim) – Regie: Kwang-tae Kim, Vorlage: Rattenfänger von Hameln[123][124]

## Kroatischer Märchenfilm
- 2017: Anka – Regie: Dejan Acimovic[125]

## Kubanischer Märchenfilm
- 1991: Alicia im Ort der Wunder (Alicia en el pueblo de Maravillas) – Regie: Daniel Díaz Torres

## Lettischer Märchenfilm
- 2021: Samuel’s Travels (Sema ceļojumi) – Regie: Aik Karapetian[11][12]

## Luxemburgischer Märchenfilm
- 1996: Lorenz im Land der Lügner – Regie: Jürgen Brauer[126][127]
- 1999: Die neuen Abenteuer des Pinocchio – Regie: Michael Anderson, Vorlage: Pinocchio von Carlo Collodi

## Mexikanischer Märchenfilm
- 1960: La caperucita roja – Regie: Roberto Rodríguez, Vorlage: Brüder Grimm
- 1961: El gato con botas – Regie: Roberto Rodríguez, Vorlage: Brüder Grimm
- 1962: Caperucita y Pulgarcito contra los monstruos – Regie: Roberto Rodríguez[128][129]
- 2006: Pans Labyrinth (El laberinto del fauno) – Regie: Guillermo del Toro

## Mongolischer Märchenfilm
- 1961: Die goldene Jurte – Regie: Rawsha Dorshpalam
- 1979: Das Märchen vom tapferen Recken (Buschuugijn ulger) – Regie: P. Zogdsol[130][131]

## Neuseeländischer Märchenfilm
- 2008: Das Geheimnis der Mondprinzessin (The Secret of Moonacre) – Regie: Gabor Csupo

## Niederländischer Märchenfilm
- 1995: Lang lebe die Königin (Lang leve de koningin) – Regie: Esmé Lammers[132]
- 2000: Mariken – Regie: André van Duren
- 2003: Grimm – Regie: Alex van Warmerdam
- 2013: Finn und die Magie der Musik – Regie: Frans Weisz[133]
- 2017: November – Regie: Rainer Sarnet[35][36]

## Norwegischer Märchenfilm
- 1976: Die Legende vom Weihnachtsstern (Reisen til julestjernen) – Regie: Ola Solum
- 1984: Ronja – Die Räubertochter (Ronja Rövardotter) – Regie: Tage Danielsson, Vorlage: Astrid Lindgren
- 1987: Mio, mein Mio (Mio min Mio) – Regie: Vladimir Grammatikov, Vorlage: Astrid Lindgren[134]
- 1991: Der Eisbärkönig (Kvitebjørn Kong Valemon) – Regie: Ola Solum, Vorlage: Östlich von der Sonne und westlich vom Mond und Der weiße Bär, König Valemon von Peter Christen Asbjørnsen und Jørgen Engebretsen Moe
- 1998: The Glass-blower’s Children (Glassblåserens barn) – Regie: Anders Grönros, Vorlage: Maria Gripe[29][30]
- 2009: Magic Silver – Das Geheimnis des magischen Silbers (Julenatt i Blåfjell) – Regie: Katarina Launing, Roar Uthaug[135][136]
- 2011: Magic Silver 2 – Die Suche nach dem magischen Horn (Blåfjell 2 – Jakten på det magiske horn) – Regie: Arne Lindtner Næss[137]
- 2012: Die Legende vom Weihnachtsstern (Reisen til julestjernen) – Regie: Nils Gaup
- 2012: Thale – Ein dunkles Geheimnis (Thale) – Regie: Aleksander Nordaas[138][139][140]
- 2017: Espen und die Legende vom Bergkönig (Askeladden – I Dovregubbens hall) – Regie: Mikkel Brænne Sandemose[141]
- 2018: Wildhexe (Vildheks) – Regie: Kaspar Munk[33][34]
- 2019: Espen und die Legende vom goldenen Schloss (Askeladden – I Soria Moria slott) – Regie: Mikkel Brænne Sandemose[142]
- 2021: Drei Haselnüsse für Aschenbrödel (Tre nøtter til Askepott) – Regie: Cecilie Mosli

## Österreichischer Märchenfilm
- 1910: Sumurûn – Regie: Max Reinhardt, Vorlage: Märchen vom Buckligen aus Tausendundeine Nacht
- 1918: Die Prinzessin auf der Erbse – Regie: Emil Leyde, Vorlage: Hans Christian Andersen
- 1921: Das tapfere Schneiderlein – Regie: Rudolf Walter, Vorlage: Brüder Grimm
- 1921: Zwerg Nase – Regie: Ladislaus Tuszyński, Vorlage: Wilhelm Hauff
- 1921: Gevatter Tod – Regie: Heinz Hanus
- 1923: Rumpelstilzchen – Regie: Dezsö Kertész
- 1924: Kalif Storch – Regie: Hans Berger, Ladislaus Tuszyński, Vorlage: Wilhelm Hauff
- 1961: Der Bauer als Millionär – Regie: Rudolf Steinboeck[143]
- 1962: Des Kaisers neue Kleider – Regie: Harald Schäfer, Vorlage: Hans Christian Andersen[144]
- 1964: Kalif Storch – Regie: Otto Anton Eder, Vorlage: Wilhelm Hauff[145]
- 1972: Das Märchen von der harten Nuß – Regie: Wolfgang Glück, Vorlage: E. T. A. Hoffmann[146]
- 1974: Undine 74 – Regie: Rolf Thiele, Vorlage: Friedrich de La Motte[147]
- 1985: Frau Holle – Regie: Juraj Jakubisko, Vorlage: Brüder Grimm
- 1986: Die Galoschen des Glücks – Regie: Juraj Herz, Vorlage: Hans Christian Andersen
- 1992: Der Diamant des Geisterkönigs – Regie: Ernst Wolfram Marboe, Vorlage: Ferdinand Raimund[148]
- 1990: Der Reisekamerad – Regie: Ludvík Ráža, Vorlage: Hans Christian Andersen
- 2007: Rumpelstilzchen – Regie: Andi Niessner, Vorlage: Brüder Grimm
- 2008: Joé – Das Mädchen mit den Schwefelhölzern – Regie: Alexander Vienzenz, Vorlage: Hans Christian Andersen
- 2009: Der Teufel mit den drei goldenen Haaren – Regie: Hans-Günther Bücking, Vorlage: Brüder Grimm
- 2011: Der Eisenhans – Regie: Manuel Siebenmann, Vorlage: Brüder Grimm
- 2012: Die Schöne und das Biest – Regie: Marc-Andreas Bochert, Vorlage: Französisches Volksmärchen
- 2015: Die Schneekönigin – Regie: Natalja Bondartschuk, Vorlage: Hans Christian Andersen[149]

## Palästinensischer Märchenfilm
- 1995: Das Märchen von drei Diamanten (Hikayatul jawahiri thalath) – Regie: Michel Khleifi[7]

## Papua-Neuguineascher Märchenfilm
- 2015: Die Legende der Kokosnuss (The Tale of the Coconut) – Regie: Marc Thümmler[150]

## Philippinischer Märchenfilm
- 1977: Der parfümierte Alptraum (Mababangong Bangungot) – Regie: Kidlat Tahimik[151]
- 1982: Zimatar – Regie: Ricky Santiago, Jose Flores Sibal

## Polnischer Märchenfilm
- 1937: Der Dybbuk (Dybuk) – Regie: Michal Waszynski[152]
- 1961: Die Geschichte vom Saffianschuh (Historia zóltej cizemki) – Regie: Sylwester Checinski[153][154]
- 1962: Die zwei Monddiebe (O dwóch takich, co ukradli księżyc) – Regie: Jan Batory, Vorlage: Kornel Makuszyński
- 1978: Wasserkinder (DDR) / Der kleine Schornsteinfeger auf dem Meeresgrund (BRD) (Wodne dzieci) – Regie: Lionel Jeffries, Miroslaw Kijowicz[155][156]
- 1987: Der weiße Drache (DDR) / Hüter des Drachens (BRD) (Biały smok) – Regie: Jerzy Domaradzki, Janusz Morgenstern[157][158]
- 1987: Der Freund des lustigen Teufels (Przyjaciel wesołego diabła) – Regie: Jerzy Lukaszewicz[159][160]
- 1989: Begegnung mit dem lustigen Teufel (DDR) / Die Freunde des fröhlichen Teufels (BRD) (Bliskie spotkania z wesolym diablem) – Regie: Jerzy Lukaszewicz[161]
- 1989: Der Falkenkönig (Jastrzebia madrosc) – Regie: Vladimír Drha
- 2000: Tomas und der Falkenkönig (Król sokołów) – Regie: Václav Vorlícek, Vorlage: Novelle von Jozef Cíger-Hronský
- 2015: Sirenengesang (Córki dancingu) – Regie: Agnieszka Smoczynska[162][163]
- 2017: November (Listopad) – Regie: Rainer Sarnet[35][36]

## Rumänischer Märchenfilm
- 1965: Der weiße Mohr (De-as fi… Harap Alb) – Regie: Ion Popescu-Gop[164]
- 1965: Beatrice – Regie: Jean-José Richer[55][56]
- 1969: Das Schloß hinterm Regenbogen (Tinerețe fără bătrânețe) – Regie: Elisabeta Bostan, Nicolae Codrescu, Vorlage: Ion Creangă
- 1976: Das Märchen vom Jungen, der dem Kaiser eine goldene Brücke baute (Povestea dragostei) – Regie: Ion Popescu-Gopo, Vorlage: Das Märchen vom Schwein von Ion Creangă
- 1977: Vom Wolf und den pfiffigen Geißlein (Мама) – Regie: Elisabeta Bostan[58]
- 1980: Der verzauberte Eichenwald (Dumbrava minunată) – Regie: Gheorghe Naghi, Vorlage: Mihail Sadoveanu
- 1981: Maria und Mirabella (Maria Mirabela) – Regie: Ion Popescu-Gopo
- 1983: Das Märchen einer Wanderung (DDR) / Eine phantastische Geschichte (BRD) / Das Märchen von der großen Reise (Povestea calatoriilor) – Regie: Alexander Mitta
- 1984: Die Mühle des Califar (Moara lui Califar) – Regie: Serban Marinescu[165]
- 1994: Drachenwelt / Dragonworld – Der letzte Drache (Dragonworld) – Regie: Ted Nicolaou[166]
- 1999: Simon und die Wunderlampe (The Incredible Genie) – Regie: Alexander Cassini, Vorlage: Tausendundeine Nacht[167][168]

## Russischer Märchenfilm
- 1992: Emelya und der Zauberfisch (Емеля-дурак) – Regie: Boris Ryzarew
- 1992: Das scharlachrote Blümchen (Сказка о купеческой дочери и таинственном цветке) – Regie: Wladimir Grammatikow, Vorlage: Sergei Aksanow
- 1994: Der Zauberer von OZ (Волшебник Изумрудного города) – Regie: Pavel Arsenov[169]
- 1997: Das Zauberbildnis (Волшебный портрет) – Regie: Gennadi Wassiljew
- 1998: Schneewittchen und die sieben Zwerge (Белоснежка и семь гномов) – Regie: Waleri Obogrelow
- 2000: Wasilisa, die Schöne (Василиса) – Regie: Elena Schatalowa
- 2002: Der Kuss des Bären (Медвежий поцелуй) – Regie: Sergei Bodrov[64][65]
- 2005: Die Waldprinzessin (Лесная царевна) – Regie: Aleksandr Basov, Teimuraz Esadze[170][171]
- 2007: Ein Neues altes Märchen (Новая старая сказка) – Regie: Natalya Kalashnikova[172][173]
- 2013: Das Land der guten Kinder (Страна хороших деточек) – Regie: Olga Kaptur[174]
- 2014: The Mystery of the Four Princesses (Тайна четырех принцесс) – Regie: Oleg Shtrom[175]
- 2014: Fürst der Dämonen (Вий) – Regie: Oleg Stepchenko, Vorlage: Nikolai Gogol[176][177]
- 2015: 12 Monate – Ein modernes Märchen (Двенадцать месяцев. Новая сказка) – Regie: Denis Eleonskiy[178]
- 2015: Die Schneekönigin (Тайна Снежной Королевы) – Regie: Natalja Bondartschuk, Vorlage: Hans Christian Andersen[149]
- 2015: Dragon – Love Is a Scary Tale (Он – дракон) – Regie: Indar Dzhendubaev[179]
- 2016: Väterchen Frost – Der Kampf der Zauberer (Дед Мороз. Битва Магов) – Regie: Aleksandr Voytinskiy[180]
- 2017: Der letzte Ritter und das magische Schwert (Posledniy bogatyr) – Regie: Dmitriy Dyachenko[181][182]
- 2018: Die Nixe – See der Toten (Русалка. Озеро мёртвых) – Regie: Svyatoslav Podgaevskiy[183][184]
- 2020: Baba Yaga: Alptraum des dunklen Waldes (Яга. Кошмар тёмного леса) – Regie: Svyatoslav Podgaevskiy[185][186]
- 2021: The Magic Roads – Auf magischen Wegen (Конёк-Горбунок) – Regie: Oleg Pogodin[187]
- 2021: Der letzte Ritter – Ein unfreiwilliger Held (Posledniy bogatyr. Koren’ Zla) – Regie: Dmitriy Dyachenko[188]
- 2021: The Last Warrior: A Messenger of Darkness (Posledniy bogatyr: Poslannik tmy) – Regie: Dmitriy Dyachenko[189]

## Schwedischer Märchenfilm
- 1962: Nils Holgerssons wunderbare Reise (Nils Holgerssons underbara resa) – Regie: Kenne Fant, Vorlage: Selma Lagerlöf[190]
- 1977: Die Brüder Löwenherz (Bröderna Lejonhjärta) – Regie: Olle Hellbom, Vorlage: Astrid Lindgren
- 1984: Ronja – Die Räubertochter (Ronja Rövardotter) – Regie: Tage Danielsson, Vorlage: Astrid Lindgren
- 1988: Allerliebste Schwester (Allrakäraste syster) – Regie: Göran Carmback, Vorlage: Astrid Lindgren
- 1989: Peter und Petra (Peter och Petra) – Regie: Agneta Elers-Jarleman
- 1991: Der Eisbärkönig (Isbjörnskungen) – Regie: Ola Solum, Vorlage: Östlich von der Sonne und westlich vom Mond und Der weiße Bär, König Valemon von Peter Christen Asbjørnsen und Jørgen Engebretsen Moe
- 2002: Der Kuss des Bären – Regie: Sergei Bodrov[191][192]
- 2014: Der Junge mit den Goldhosen (Pojken med guldbyxorna) – Regie: Ella Lemhagen[32]

## Schweizer Märchenfilm
- 1951: Blaubart – Regie: Christian-Jaque
- 1971: Hänsel und Gretel – Regie: Rudolf Jugert, Vorlage: Brüder Grimm
- 1971: Schneewittchen – Regie: Rudolf Jugert, Vorlage: Brüder Grimm
- 1976: König Drosselbart – Regie: Rudolf Jugert, Vorlage: Brüder Grimm
- 1977: Allerleirauh – Regie: Rudolf Jugert, Vorlage: Brüder Grimm
- 1977: Die Gänsemagd – Regie: Rudolf Jugert, Vorlage: Brüder Grimm
- 1977: Die kluge Bauerntochter – Regie: Rudolf Jugert, Vorlage: Brüder Grimm
- 1977: Frau Holle – Regie: Rudolf Jugert, Vorlage: Brüder Grimm
- 1984: Der Ruf der Sibylla – Regie: Clemens Klopfenstein<[193]
- 1988: Alice – Regie: Jan Svankmajer
- 1988: Macao oder Die Rückseite des Meeres – Regie: Clemens Klopfenstein[194]

## Slowakischer Märchenfilm
Siehe Liste von slowakischen und tschechischen Märchenfilmen.

## Sowjetischer Märchenfilm
siehe Liste von sowjetischen Märchenfilmen

## Spanischer Märchenfilm
- 1963: Sheherazade – Der goldene Löwe von Bagdad (Shéhérazade) – Regie: Pierre Gaspard-Huit[54]
- 1966: Fantasía… 3 – Regie: Eloy de la Iglesia, Vorlagen: Hans Christian Andersen, Die kleine Meerjungfrau; Brüder Grimm, Der Teufel mit den drei goldenen Haaren; L. Frank Baum, Der Zauberer von Oz[195]
- 1968: Tausend und eine Nacht (La esclava del paraíso) – Regie: José María Elorrieta, Vorlage: Tausendundeine Nacht[89]
- 1988: Der große und der kleine Klaus – Regie: Dušan Trančík, Vorlage: Hans Christian Andersen, Der König der Zeit vom Božena Němcová
- 1989: Der Teufel und seine zwei Töchter (Blancaflor, la hija del diablo) – Regie: Jesús Garcia de Duenas, Vorlage: Blancaflor oder die Tochter des Teufels von Aurelio Macedonio Espinosa
- 1989: Aschenputtel – Regie: Karin Brandauer, Vorlage: Brüder Grimm
- 1993: Der verzauberte Prinz, Vorlage: Märchen aus Andalusien[196]
- 1995: Die Prinzessin, die niemals lachte (La princesa que nunca reía) Vorlage: Märchen aus Andalusien[197][198]
- 1989: Sieben auf einen Streich – Regie: Dušan Trančík, Vorlage: Brüder Grimm
- 1995: Das Märchen von drei Diamanten (El cuento de las tres gemas) – Regie: Michel Khleifi[7]
- 2002: Der Kuss des Bären (El beso del oso) – Regie: Sergei Bodrov[64][65]
- 2006: Pans Labyrinth (El laberinto del fauno) – Regie: Guillermo del Toro
- 2012: Blancanieves – Ein Märchen von Schwarz und Weiss (Blancanieves) – Regie: Pablo Berger
- 2014: Die Schöne und das Biest (La belle et la bête) – Regie: Christophe Gans, Vorlage: Gabrielle-Suzanne de Villeneuve[199]
- 2014: Die Legende einer unsterblichen Liebe (La bella y la bestia) – Regie: Fabrizio Costa[96]
- 2017: Errementari: Der Schmied und der Teufel (Errementari) – Regie. Paul Urkijo Alijo[68][69]

## Schwedischer Märchenfilm
- 1962: Nils Holgersons wunderbare Reise (Nils Holgerssons underbara resa) – Regie: Kenne Fant, Vorlage: Selma Lagerlöf[190]
- 1966: Oy, Oy, Oy (Oj oj oj eller ‘Sången om den eldröda hummern’) – Regie: Torbjörn Axelman[200]
- 1987: Mio, mein Mio (Mio min Mio) – Regie: Vladimir Grammatikov, Vorlage: Astrid Lindgren[134]
- 1998: The Glass-blower’s Children (Glasblåsarns barn) – Regie: Anders Grönros, Vorlage: Maria Gripe[29][30]
- 2011: Nils Holgerssons wunderbare Reise (Nils Holgersson) – Regie: Dirk Regel, Vorlage: Selma Lagerlöf

## Syrischer Märchenfilm
- 1987: Die neuen Märchen von Scheherezade (Новые сказки Шахерезады) – Regie: Tachir Sabirow, Vorlage: Tausendundeine Nacht
- 1987: Trugbilder der Liebe (Миражи любви) – Regie: Tolomush Okeev[201]
- 1988: Scheherezades letzte Nacht (Последняя ночь Шахерезады) – Regie: Tachir Sabirow, Vorlage: Tausendundeine Nacht

## Tschechischer Märchenfilm
Siehe Liste von slowakischen und tschechischen Märchenfilmen.

## Tschechoslowakischer Märchenfilm
Siehe Liste von slowakischen und tschechischen Märchenfilmen.

## Türkischer Märchenfilm
- 1971: Turkish Wizard of Oz (Aysecik ve sihirli cüceler rüyalar ülkesinde) – Regie: Tunç Basaran, Vorlage: L. Frank Baum, Der Zauberer von OZ[202]
- 1971: Keloglan – Regie: Süreyya Duru[203][204]
- 1972: Keloglan ile Cankiz – Regie: Metin Erksan[205]
- 1978: Meine Liebe – meine Trauer (Ferhat ile Şirin) – Regie: Ashdar Ibragimow[206]
- 1993: Siyabend und Xece (Sîyabend û Xecê) – Regie: Sahin Gök[207]
- 2006: Keloglan gegen den schwarzen Prinzen (Keloğlan Karaprens’e Karşı) – Regie: Tayfun Güneyer
- 2018: Keloglan – Regie: Süleyman Mert Özdemir[208]

## Ukrainischer Märchenfilm
- 2014: Fürst der Dämonen (Вій) – Regie: Oleg Stepchenko, Vorlage: Nikolai Gogol[176][177]

## Ungarischer Märchenfilm
- 1956: Das vernieste Königreich (Az eltüsszentett birodalom) – Regie: Tamás Banovich[209]
- 1972: Prinz Bob (Bob herceg) – Regie: Márton Keleti, Vorlage: in England angesiedeltes Märchen[210][211]
- 1973: Palatschinkenkönig (A palacsintás király) – Regie: Ilona Katkics[212][213]
- 1981: Der Feenprinz (Tündér Lala) – Regie: Ilona Katkics[214]
- 1983: Der arme Johnny und die Prinzessin Arnika (Szegény Dzsoni és Árnika) – Regie: András Sólyom[215]
- 1984: Hexensabbat (Boszorkányszombat) – Regie: János Rózsa, Vorlage: Brüder Grimm[216]
- 1989: Abschied vom Zauberwald (BRD) / Piroschka und der Wolf (DDR) (Piroska és a farkas) – Regie: Márta Mészáros[114][115]
- 2000: Tomas und der Falkenkönig (Solymász Tamás) – Regie: Václav Vorlícek, Vorlage: Novelle von Jozef Cíger-Hronský
- 2000: Der Prinz und der Bettelknabe (Koldus és királyfi) – Regie: Giles Foster, Vorlage: Mark Twain[217]
- 2008: Das Geheimnis der Mondprinzessin (Holdhercegnő) – Regie: Gabor Csupo
- 2010: Der Nussknacker (The Nutcracker in 3D) – Regie: Andrei Konchalovsky
- 2018: Wildhexe – Regie: Kaspar Munk[33][34]

## US-amerikanischer Märchenfilm (USA)
Siehe Liste von US-amerikanischen Märchenfilmen

## Venezolanischer Märchenfilm
- 1978: Das Meer der verlorenen Zeit (El mar del tiempo perdido) – Regie: Solveig Hoogesteijn[218]

## Märchen-Animationsfilm (Auswahl)
- 1929: Kalif Storch – Regie: Ferdinand Diehl (Deutschland)[219]
- 1933: Schneewittchen (Snow-White) – Regie: Dave Fleischer, Roland Crandall, Vorlage: Brüder Grimm (USA)[220]
- 1934: The Brave Tin Soldier – Regie: Ub Iwerks, Shamus Culhane, Al Eugster, Vorlage: Hans Christian Andersen (USA)[221]
- 1937: The Little Match Girl – Regie: Arthur Davis (USA)
- 1937: Väterchen Frost und der graue Wolf (Дед Мороз и серый волк. Новогодняя сказка) – Regie: Olga Khodatayeva (UdSSR)[222]
- 1939: Gullivers Reisen (Gulliver’s Travels) – Regie: Dave Fleischer, Willard Bowsky, Orestes Calpini (USA)
- 1943: Momotarōs Seeadler (桃太郎の海鷲) – Regie: Mitsuyo Seo, Vorlage: Das Märchen von Momotarō (Japan)[223]
- 1945: Momotarō: Göttlicher Krieger des Meeres (桃太郎 海の神兵) – Regie: Mitsuyo Seo, Vorlage: Das Märchen von Momotarō (Japan)[223]
- 1946: Das Feuerzeug (Fyrtøjet) – Regie: Svend Methling, Vorlage: Hans Christian Andersen (Dänemark)[224]
- 1947: Ritt ins Wunderland, Das bucklige Pferdchen (Конёк-Горбунок) – Regie: Aleksandra Snezhko-Blotskaya, Viktor Gromov, Ivan Ivanov-Vano (UdSSR)[225]
- 1948: Das verlassene Entlein (Серая шейка) – Regie: Leonid Amalrik, Vladimir Polkovnikov (UdSSR)[226][227]
- 1949: Die Rose von Bagdad (La rosa di Bagdad) – Regie: Anton Gino Domeneghini (Italien)
- 1949: Der Kaiser und die Nachtigall (Cisaruv slavík) – Regie: Jirí Trnka, Milos Makovec, Vorlage: Hans Christian Andersen (ČSSR)[228]
- 1949: Rotkäppchen und der Wolf (The Story of 'Little Red Riding Hood') – Regie: Ray Harryhausen (USA)[229]
- 1950: Däumlings wundersame Reisen und Abenteuer (Jeannot l'intrépide) – Regie: Jean Image (Frankreich)[230]
- 1950: Der Hirsch und der Wolf (Олень и волк) – Regie: Dmitriy Babichenko, Vorlage: Estnisches Märchen (UdSSR)[231][232]
- 1950: Das Märchen vom Fischer und dem Fischlein (Сказка о рыбаке и рыбке) – Regie: Mikhail Tsekhanovskiy (UdSSR)[233][234]
- 1952: Die feuerrote Blume (Аленький цветочек) – Regie: Lev Atamanov (UdSSR)[235]
- 1952: Der Schatz der Vogelinsel (Poklad Ptacího ostrova) – Regie: Karel Zeman (ČSSR)[236][237]
- 1952: Kaschtanka (Каштанка) – Regie: Mikhail Tsekhanovskiy (UdSSR)[238][239]
- 1953: Frau Holle – Regie: Johannes Hempel (DDR)
- 1955: Der standhafte Zinnsoldat (Den standhaftige tinnsoldat) – Regie: Ivo Caprino, Vorlage: Hans Christian Andersen (Norwegen, Kanada)[240]
- 1956: Die zwölf Monate (Двенадцать месяцев) – Regie: Iwan Iwanow-Wano (UdSSR)
- 1957: Die Schneekönigin (Снежная королева) – Regie: Lev Atamanov (UdSSR)[241]
- 1959: Die drei Holzfäller (Три дровосека) – Regie: Leonid Amalrik (UdSSR)
- 1960: Die Abenteuer des Burattino (Приключения Буратино) – Regie: Dmitriy Babichenko, Ivan Ivanov-Vano, Mikhail Botov (UdSSR)[242]
- 1962: Die wilden Schwäne (Дикие лебеди) – Regie: Michail Zechanowski (UdSSR)
- 1962: Die Wunderwelt der Gebrüder Grimm (The Wonderful World of the Brothers Grimm) – Regie: Henry Levin, George Pal, Vorlage. Brüder Grimm: Die tanzende Prinzessin, Der Schuster und die Zwerge, Der singende Knochen (USA)[243]
- 1962: Der selbstsüchtige Riese – Regie: Walter Reiner, Gertraud Reiner (Deutschland)[244]
- 1963: Froschkönig (DDR)
- 1963: Der Schweinehirt – Regie: Monika Andersen (DDR)[245]
- 1963: Die Tochter der Sonne (Дочь солнца) – Regie: Aleksandra Snezhko-Blotskaya (UdSSR)[246]
- 1964: Däumelinchen (Дюймовочка) – Regie: Leonid Amalrik, Vorlage: Hans Christian Andersen (UdSSR)[247]
- 1968: Die kleine Meerjungfrau (Русалочка) – Regie: Ivan Aksenchuk, Vorlage: Hans Christian Andersen (UdSSR)[248]
- 1968: Die wunderbaren Abenteuer des Hans Christian Andersen (アンデルセン物語) – Regie: Kimio Yabuki, Vorlage: Hans Christian Andersen (Japan)[249]
- 1968: Perix der Kater und die 3 Mausketiere (BRD) / Der gestiefelte Kater (DDR) (長靴猫シリーズ) – Regie: Kimio Yabuki, Vorlage: Charles Perrault (Japan)[250]
- 1969: Winnie Pooh (Винни-Пух) – Regie: Fyodor Khitruk, Vorlage: A.A. Milne (UdSSR)[251]
- 1969: The Snow Maiden. A New Version (Снегурка) – Regie: Vladimir Degtyaryov (UdSSR)[252]
- 1971: Abenteuer des Seefahrers Sindbad (Dobrodruzství námorníka Sindibáda) – Regie: Karel Zeman (ČSSR)[253]
- 1971: Die Märchen des Zwergen Bimbo (Rumänien)[254]
- 1973: Der Fuchs und der Hase (Лиса и заяц) – Regie: Juri Norstein (UdSSR)[255][256]
- 1973: Held Janos (János vitéz) – Regie: Marcell Jankovics (Ungarn)[257]
- 1974: Tom, Crosby und die Mäusebrigade (ジャックと豆の木) – Regie: Gisaburô Sugii (Japan / USA)[258]
- 1974: Der Reiher und der Kranich (Цапля и журавль) - Regie: Juri Norstein (UdSSR)[259]
- 1975: Das bucklige Pferdchen (Конёк-Горбуно́к) – Regie: Iwan Iwanow-Wano, Vorlage: Pjotr Pawlowitsch Jerschow (UdSSR)
- 1975: Igel im Nebel (Ежик в тумане) – Regie: Juri Norstein (UdSSR)[260][261]
- 1975: Die kleine Seejungfrau (アンデルセン童話 にんぎょ姫) – Regie: Takuo Noda, Vorlage: Hans Christian Andersen (Japan)[262]
- 1976: Der gestiefelte Kater reist um die Welt (in 80 Tagen) (Nagagutsu o haita neko: Hachijû nichikan sekai isshû) – Regie: Hiroshi Shidara, Vorlage: Brüder Grimm (Japan)[263]
- 1977: Krabat (BRD) / Krabat – Der Lehrling des Zauberers (DDR) (Čarodějův učeň) – Regie: Karel Zeman (ČSSR)[264]
- 1977: Die wilden Schwäne (世界名作童話 白鳥の王子) – Regie: Yûji Endô, Nobutaka Nishizawa, Vorlage: Brüder Grimm (Japan)[265]
- 1977: Wassilissa die Schöne (Василиса прекрасная) – Regie: Vladimir Pekar[266][267]
- 1978: Väterchen Frost und der graue Wolf (Дед Мороз и Серый волк) – Regie: Vitold Bordzilovskiy (UdSSR)[268]
- 1978: Däumelinchen (おやゆび姫) – Regie: Yûgo Serikawa, Vorlage: Hans Christian Andersen (Japan)[269]
- 1978. Urwaldmärchen – Regie: Katja Georgi (DDR)[270][271]
- 1979: Das Märchen der Märchen (Сказка сказок) – Regie: Juri Norstein (UdSSR)[272]
- 1979: Der tollkühne Lügenbaron – Münchhausen und seine listigen Streiche, Der Baron von Münchhausen (BRD) / Die wundersamen Abenteuer des legendären Baron Münchhausen (DDR) – Regie: Jean Image (Frankreich)[273][274]
- 1979: Der goldene Feuervogel (Maegami-Tarô) – Regie: Hiroshi Saitô, Vorlage: Japanisches Märchen (Japan)[275][276]
- 1979: Das Märchen von Naja und den Drachenkönigen (China)[277]
- 1980: Das Märchen von Hans und Marie (Pohádka o Honzíkovi a Mařence) – Regie: Karel Zeman (ČSSR)
- 1980: Anja und die vier Jahreszeiten (森は生きている) – Regie: Kimio Yabuki, Tetsuo Imazawa, Vorlage: Samuil Marschak (Japan)
- 1980: Schwanensee (世界名作童話 白鳥の湖) – Regie: Kimio Yabuki (Japan)[278]
- 1981: Die Verwandlung des Kalifen (Халиф-аист) – Regie: Valeriy Ugarov, Vorlage: Wilhelm Hauff, "Kalif Storch" (UdSSR)[279]
- 1982: Aladin und die Wunderlampe  (世界名作童話 アラジンと魔法のランプ) – Regie: Yoshikatsu Kasai (Japan)[280]
- 1982: Burattinos Abenteuer (Prikljutschenija Buratino) (UdSSR)[281]
- 1982: Es war einmal ein Hund (Жил-был пёс) – Regie: Eduard Nazarov (UdSSR, Ukraine)[282][283]
- 1983: Oglu, das freche Drachenmonster, Bommel Bär und das freche Drachenmonster (Als je begrijpt wat ik bedoel) – Regie: Harrie Geelen, Bjørn Frank Jensen, Bert Kroon (Niederlande, Japan)[284][285]
- 1983: Die kleine Hexe, Wie die kleine Hexe das Zaubern lernte, Wie die kleine Hexe zaubern lernte (Malá carodejnice) – Regie: Zdenek Smetana, Vorlage: Ottfried Preussler (ČSSR, Deutschland)[286]
- 1984: Zar Saltan und die Wunderinsel (Сказка о царе Салтане) – Regie: Iwan Iwanow-Wano (UdSSR)
- 1984: Im Zauberland der Gallavants (Gallavants) – Regie: Art Vitello (USA)[287]
- 1984: Nee! Wittchen (Hófehér) – Regie: József Nepp (Ungarn)[288][289]
- 1985: Die Weihnachtsgans Auguste – Regie: Günter Rätz (DDR)
- 1986: Die entführte Prinzessin, Die Entführung von Tiurtiurlistan – Regie: Zdzislaw Kudla, Franciszek Pyter (Polen)[290][291]
- 1986: Der Ritter des roten Herzens (Rycerzyk czerwonego serduszka) – Regie: Bogdan Nowicki, Vorlage. Zusammenschnitt der Serie: Märchen und Fehden "Baśnie i waśnie (1964)" (Polen)[292][293]
- 1986: Saffi und der Zigeunerbaron, Jonas und der verschwundene Schatz (Szaffi) – Regie: Attila Dargay (Ungarn, Deutschland, Kanada)[294]
- 1987: Die Bremer Stadtmusikanten – Regie: Peter Pohler, Vorlage: Brüder Grimm (DDR)
- 1987: Pinocchio und der Herrscher der Nacht (Pinocchio and the Emperor of the Night) – Regie: Hal Sutherland (USA)[295]
- 1988: Peter Pan – Regie: David Cherkasskiy, Richard Trueblood, Vorlage: J.M. Barrie (Australien)[296]
- 1989: Happily Ever After – Regie: John Howley, Vorlage: Brüder Grimm, Schneewittchen[297]
- 1993: Der Dieb und der Schuster (The Thief and the Cobbler) – Regie: Richard Williams, Vorlage: Tausendundeine Nacht (Großbritannien, USA, Kanada)[87]
- 1994: Die Schwanenprinzessin – Regie: Richard Rich, Vorlage: Pjotr Iljitsch Tschaikowskis Ballett Schwanensee
- 1994: Däumeline (Thumbelina) – Regie: Don Bluth, Gary Goldman, Vorlage: Hans Christian Andersen
- 1994: Der Zaubertroll (A Troll in Central Park) – Regie: Don Bluth, Gary Goldman[298]
- 1995: Rotkäppchen (Little Red Riding Hood) – Regie: Toshiyuki Hiruma (USA / Japan)
- 1995: Schneewittchen und die sieben Zwerge – Regie: Toshiyuki Hiruma, Takashi Masunaga (USA / Japan)[299]
- 1995: Happily Ever After – Regie: John Howley (USA)[300]
- 1995: Die Schneekönigin (The Snow Queen) – Regie: Martin Gates (Großbritannien)[301]
- 1995: Der Nußknacker (The Nutcracker) – Regie: Toshiyuki Hiruma, Takashi Masunaga (Japan / USA)[302]
- 1996: Die drei kleinen Schweinchen (The 3 Little Pigs: The Movie) – Regie: Karl Holman (Kanada)
- 1996: Die Schneekönigin 2 – Rückkehr zum Eispalast (The Snow Queen’s Revenge) – Regie: Martin Gates (Großbritannien)[303]
- 1997: Die Schwanenprinzessin und das Geheimnis des Schlosses (The Swan Princess: Escape from Castle Mountain) – Regie: Richard Rich, Vorlage: Pjotr Iljitsch Tschaikowskis Ballett Schwanensee (USA)[304]
- 1997: Schneewittchen und die sieben Zwerge – Regie: Wu Zhong Wen (Deutschland, China)[305]
- 1997: Die Bremer Stadtmusikanten – Regie: Roswitha Haas, Vorlage: Brüder Grimm (Deutschland)[306]
- 1998: Die kleine Zauberflöte – Regie: Curt Linda (Deutschland)[307]
- 1998: Kiriku und die Zauberin (Kirikou et la sorcière) – Regie: Michel Ocelot, Raymond Burlet (Frankreich, Belgien, Luxemburg)
- 1998: Die Schwanenprinzessin und das verzauberte Königreich (The Swan Princess: The Mystery of the Enchanted Treasure) – Regie. Richard Rich (USA)[308]
- 2000: Herr Prop und die verzauberte Kuh, Prop & Berta (Prop og Berta) – Regie: Per Fly (Dänemark, Schweden, Norwegen)[309][310][311]
- 2001: Shrek – Der tollkühne Held (Shrek) – Regie: Andrew Adamson, Vicky Jenson (USA)
- 2001: Shrek in the Swamp Karaoke Dance Party – Regie: Andrew Adamson, Vicky Jenson (USA)[312]
- 2003: Zwerg Nase (Карлик Нос) – Regie: Ilya Maksimov, Konstantin Bronzit, Denis Chernov (Russland)[313]
- 2003: Der Erlkönig – Regie: Hannes Rall, Vorlage: Johann Wolfgang von Goethe (Deutschland)
- 2004: Aljoscha, der ruhmreiche Recke – Regie: Konstantin Bronzit (UdSSR)[314]
- 2004: Shrek 2 – Der tollkühne Held kehrt zurück (Shrek 2) – Regie: Andrew Adamson, Kelly Asbury, Conrad Vernon (USA)
- 2004: Nussknacker und Mäusekönig (The Nutcracker and the Mouseking) – Regie: Tatyana Ilina, Michael G. Johnson, Vorlage: E.T.A. Hoffmann (Deutschland, Kroatien, Großbritannien, Russland, USA)[315]
- 2005: Die Rotkäppchen-Verschwörung (Hoodwinked!) – Regie: Cory Edwards, Todd Edwards, Tony Leech (USA)
- 2005: Die neuen Abenteuer von Reineke Fuchs (Le roman de Renart) – Regie: Thierry Schiel (Luxemburg)[316][317]
- 2006: Peter und der Wolf (Peter & the Wolf) – Regie: Suzie Templeton (Großbritannien, Polen)
- 2006: Azur und Asmar (Azur et Asmar) – Regie: Michel Ocelot (Frankreich, Belgien, Spanien, Italien)
- 2006: Blood Tea and Red String – Regie: Christiane Cegavske (USA)
- 2006: Granny O’Grimm’s Sleeping Beauty – Regie: Nicky Phelan (Irland)
- 2006: Es war k’einmal im Märchenland (Happily N'Ever After) – Regie: Paul Bolger, Yvette Kaplan (USA, Deutschland, Kanada, Großbritannien, Australien, Japan)[318]
- 2006: Dragon Hill – Die Macht des Zauberwürfels (El cubo mágico) – Regie: Ángel Izquierdo (Spanien)[319][320]
- 2006: Dobrynia, der kühne Recke – Regie: Ilya Maksimov (UdSSR)[321][322]
- 2007: Shrek der Dritte (Shrek the Third) – Regie: Chris Miller, Raman Hui (USA)
- 2007: Shrek – Oh du Shrekliche (Shrek the Halls) – Regie: Gary Trousdale (USA)
- 2007: Sleeping Betty – Regie: Claude Cloutier, Vorlage Charles Perrault, "Dornröschen" (Kanada)[323][324]
- 2007: Ilja – Der furchtlose Recke (Илья Муромец и Соловей Разбойник) – Regie: Vladimir Toropchin (UdSSR)[325]
- 2009: Es war k'einmal im Märchenland 2 (Happily N'Ever After 2) – Regie: Steven E. Gordon, Boyd Kirkland[326]
- 2009: Leon und die magischen Worte (Kérity, la maison des contes) – Regie: Dominique Monfery (Frankreich, Italien)[327][328]
- 2010: Für immer Shrek (Shrek Forever After) – Regie: Mike Mitchell (USA)
- 2011: Das Rotkäppchen-Ultimatum (Hoodwinked Too! Hood vs. Evil!) – Regie: Mike Disa (USA)
- 2011: Der gestiefelte Kater (Puss in Boots) – Regie. Chris Miller (USA)
- 2012: Kalif Storch – Regie: Paul Stutenbäumer, Vorlage: Wilhelm Hauff (Deutschland)
- 2012: Kiriku und die Männer und Frauen (Kirikou et les hommes et les femmes) – Regie: Michel Ocelot (Frankreich)
- 2012: Die Schneekönigin – Eiskalt verzaubert (Снежная королева) – Regie: Vladlen Barbe, Maksim Sveshnikov (Russland)
- 2012: Schlau wie eine Ziege (Kozi pribeh se syrem) – Regie: Jan Tománek (Tschechoslowakei)[329]
- 2013: Das kalte Herz – Regie: Hannes Rall, Vorlage: Wilhelm Hauff (Deutschland)
- 2013: Die Legende von Prinzessin Kaguya – Regie: Isao Takahata, Vorlage: Taketori Monogatari (Japan)
- 2013: Die Legende von Oz – Dorothys Rückkehr (Legends of Oz: Dorothy’s Return) – Regie: Will Finn, Daniel St. Pierre (USA, Indien)[330]
- 2013: Tom und Jerry – Ein gigantisches Abenteuer (Tom and Jerry’s Giant Adventure) – Regie: Spike Brandt, Tony Cervone (USA)[331]
- 2014: Die Melodie des Meeres (Song of the See) – Regie: Tomm Moore (Irland, Dänemark, Belgien, Luxemburg, Frankreich)[332]
- 2015: Bigfish & Begonia: Zwei Welten – Ein Schicksal (大鱼海棠) – Regie: Xuan Liang, Chun Zhang (China)[333][334]
- 2015: Das Königreich des Nussknackers (El cascanueces) – Regie: Eduardo Schuldt (Peru)[335][336]
- 2016: Kubo: Der tapfere Samurai (Kubo and the Two Strings) – Regie: Travis Knight (USA, Japan)[337]
- 2016: Völlig von der Wolle – Ein määährchenhaftes Kuddelmuddel (Волки и овцы: бе-е-е-зумное превращение) – Regie: Andrey Galat; Maxim Volkov, Vorlage: Der Wolf und die sieben jungen Geißlein (Gebrüder Grimm) (Russland)
- 2016: Das Mädchen ohne Hände (La jeune fille sans mains) – Regie: Sébastien Laudenbach, Vorlage: Gebrüder Grimm (Frankreich)[338]
- 2017: Es war einmal... nach Roald Dahl (Revolting Rhymes) – Regie: Jan Lachauer, Jakob Schuh (Großbritannien, Südafrika, Deutschland)[339]
- 2017: Der gestiefelte Kater und das magische Buch (Puss in Book: Trapped in an Epic Tale) – Regie: Roy Burdine, Johnny Castuciano[340]
- 2018: Peter Pan – Neue Abenteuer: Das Geheimnis des Nimmerbuchs (Peter Pan: The Quest for the Never Book) – Regie: Chandrasekaran, Vorlage: J.M. Barrie (Irland)[341]
- 2018: Prinz Charming (Charming) – Regie: Ross Venokur (Kanada, USA)[342]
- 2018: Mila und Ruslan (Викрадена принцеса) – Regie: Oleh Malamuzh, Vorlage: Alexander Puschkin "Ruslan und Ljudmila" (Ukraine)
- 2018: Der Eisdrache und die Legende der blauen Blumen (Ice Dragon: Legend of the Blue Daisies) – Regie: Bruce W. Stacey (Kanada)[343]
- 2019: Rotschühchen und die sieben Zwerge (Redeu Syujeu) – Regie: Sung-ho Hong (Südkorea)[344]
- 2019: White Snake – Die Legende der weißen Schlange (白蛇：缘起) – Regie: Amp Wong, Ji Zhao, Vorlage: Chinesisches Volksmärchen (China, USA)[345][346]
- 2019: Clara und der magische Drache (Клара та чарівний дракон) – Regie: Aleksandr Klimenko (Ukraine)[347][348]
- 2019: Die Heinzels – Rückkehr der Heinzelmännchen – Regie: Ute von Münchow-Pohl (Deutschland)[349][350]
- 2020: Wolfwalkers (WolfWalkers) – Regie: Tomm Moore, Ross Stewart (Irland, Luxemburg, Frankreich)[351]
- 2021: Geheimes Magieaufsichtsamt (Ганзель, Гретель и Агентство Магии) – Regie: Alex Tsitsilin (Russland, USA)[352]
- 2021: Pinocchio: Eine wahre Geschichte (Пиноккио) – Regie: Vasiliy Rovenskiy (Russland, Ungarn)[353]
- 2022: Der gestiefelte Kater: Der letzte Wunsch (Puss in Boots: The Last Wish) – Regie: Joel Crawford
- 2022: Marie und der Nussknacker (Щелкунчик и волшебная флейта) – Regie: Viktor Gluchuschin (Russland)[354][355]

## Märchen – Animationsfilme

### Lotte Reinigers Märchen – Silhouettenfilme
- 1921: Der fliegende Koffer – Regie: Lotte Reiniger, Vorlage: Hans Christian Andersen[356][357]
- 1922: Aschenputtel – Regie: Lotte Reiniger (Deutschland)[358]
- 1922: Dornröschen – Regie: Lotte Reiniger, Vorlage: Brüder Grimm[359]
- 1923: Die Abenteuer des Prinzen Achmed – Regie: Lotte Reiniger, Vorlage: Tausendundeine Nacht
- 1927: Die chinesische Nachtigall – Regie: Lotte Reiniger, Vorlage: Hans Christian Andersen[360]
- 1934: Der Graf von Carabas (Der gestiefelte Kater) – Regie: Lotte Reiniger, Vorlage: Brüder Grimm
- 1935: Kalif Storch – Regie: Lotte Reiniger[361]
- 1936: Der gestiefelte Kater – Regie: Lotte Reiniger[37][41]
- 1944: Die goldene Gans – Regie: Lotte Reiniger, Vorlage: Brüder Grimm[362]
- 1950: Kalif Storch – Regie: Lotte Reiniger
- 1953: Das Zauberpferd (The Magic Horse) – Regie: Lotte Reiniger, Vorlage: Tausendundeine Nacht[363]
- 1953: Schneeweißchen und Rosenrot (Snow White And Rose Red) – Regie: Lotte Reiniger, Vorlage: Brüder Grimm[363]
- 1954: Drei Wünsche (The Three Wishes) – Regie: Lotte Reiniger, Vorlage: Brüder Grimm[357][363]
- 1954: Der Froschkönig (The Frog Prince) – Regie: Lotte Reiniger, Vorlage: Brüder Grimm[363]
- 1954: Das tapfere Schneiderlein (The Gallant Little Tailor) – Regie: Lotte Reiniger, Vorlage: Brüder Grimm[363]
- 1954: Dornröschen (The Sleeping Beauty) – Regie: Lotte Reiniger, Vorlage: Brüder Grimm[363]
- 1954: Kalif Storch (Caliph Stork) – Regie: Lotte Reiniger, Vorlage: Wilhelm Hauff[363]
- 1954: Aschenbrödel (Cinderella) – Regie: Lotte Reiniger, Vorlage: Brüder Grimm[363]
- 1954: Hänsel und Gretel – Regie: Lotte Reiniger, Vorlage: Brüder Grimm[363]
- 1954: Aladin und die Wunderlampe (Aladdin and the Magic Lamp) – Regie: Lotte Reiniger, Vorlage: Tausendundeine Nacht[364]
- 1954: Däumelinchen (Thumbelina) – Regie: Lotte Reiniger, Vorlage: Hans Christian Andersen[363]
- 1955: Jack und die Bohnenstange (Jack And The Beanstalk) – Regie: Lotte Reiniger[363]
- 1960: Der Rattenfänger von Hameln (The Pied Piper of Hameln) – Regie: Lotte Reiniger[363]
- 1961: Der Froschkönig (The Frog Prince) – Regie: Lotte Reiniger, Vorlage: Brüder Grimm[363]
- 1963: Aschenbrödel (Cinderella) – Regie: Lotte Reiniger, Vorlage: Brüder Grimm[363]

### DEFA-Silhouettenfilme
- 1953: Der Wolf und die sieben Geißlein – Regie: Bruno J. Böttge, Vorlage: Brüder Grimm[365]
- 1954: Die Bremer Stadtmusikanten – Regie: Bruno J. Böttge, Vorlage: Brüder Grimm[365]
- 1954: Der Teufel und der Drescher – Regie: Bruno J. Böttge. Vorlage: mecklenburgisches Volksmärchen[366]
- 1956: Die Zauberschere – Regie: Bruno J. Böttge[365]
- 1956: König Drosselbart – Regie: Bruno J. Böttge, Vorlage: Brüder Grimm[67]
- 1956: Prinzessin Springwasser – Regie: Bruno J. Böttge, Vorlage: irisches Volksmärchen[84]
- 1957: Der Wunschring – Regie: Bruno J. Böttge[365]
- 1959: Warum jeder ein Körnchen Weisheit besitzt – Regie: Bruno J. Böttge, Vorlage: Volksmärchen aus Ghana[367]
- 1962: Der goldene Schützen / Das Märchen vom goldenen Schützen – Regie: Bruno J. Böttge[368]
- 1973: Die Prinzessin und der Ziegenhirt – Regie: Bruno J. Böttge[369][51]
- 1973: Das kühne Mädchen – Regie: Bruno J. Böttge, Vorlage: tadshikisches Märchen[97]
- 1980: Die Söhne des Holzfällers – Regie: Bruno J. Böttge[365]
- 1983: Aschenputtel – Regie: Horst J. Tappert, Vorlage: Brüder Grimm[370]
- 1983: Die kleine Hexe – Regie: Bruno J. Böttge, Vorlage: Otfried Preußler[371]
- 1985: Hans mein Igel – Regie: Horst J. Tappert, Vorlage: Brüder Grimm[372]
- 1986: Die Gänsemagd – Regie: Horst J. Tappert, Vorlage: Brüder Grimm[373]
- 1986: Ali und der Hexenmeister – Regie: Manfred Henke[365]
- 1988: Der Jäger und der Sohn des Zwergenkönigs – Regie: Manfred Henke[365]
- 1989: Töpfer und Tiger – Regie: Manfred Henke[365]
- 1989: Prinz Irregang und Jungfer Miseri – Regie: Manfred Henke[365]
- 1989: Die Teufelsbraut – Ein Mühlenmärchen – Regie: Jörg Herrmann[365]
- 1990: Hans im Glück – Regie: Marion Rasche, Vorlage: Brüder Grimm[365]
- 1990: Das Kürbiskind – Regie: Raimund Backwinkel[365]

### Silhouettenfilme
- 2000: Prinzen und Prinzessinnen (Princes et princesses) – Regie: Michel Ocelot (Frankreich)[374]
- 2011: Der siebente Rabe – Regie: Jörg Herrmann, Vorlage: Krabat (BRD)[375]
- 2011: Tales of the Night (Les contes de la nuit) – Regie: Michel Ocelot (Frankreich)[376][377]

### Walt-Disney-Animationsfilme
- 1931: Das hässliche Entlein (The Ugly Duckling) – Regie: Wilfred Jackson, Vorlage: Hans Christian Andersen[378]
- 1933: Der Rattenfänger von Hameln (The Pied Piper) – Regie: Wilfred Jackson[379]
- 1933: Prinzessin Minnie (Ye Olden Days) – Regie: Burt Gillett[380]
- 1937: Schneewittchen und die sieben Zwerge (Snow-White and the Seven Dwarfs) – Regie: David D. Hand, Vorlage: Gebrüdern Grimm
- 1938: Tapferes kleines Schneiderlein (Brave Little Tailor) – Regie: Bill Roberts, Vorlage: Brüder Grimm
- 1939: Das hässliche Entlein (The Ugly Duckling) – Regie: Jack Cutting, Vorlage: Hans Christian Andersen
- 1940: Pinocchio – Regie: Hamilton Luske, Ben Sharpsteen, Vorlage: Carlo Collodi
- 1942: Bambi – Regie: David Hand, Vorlage: Felix Salten
- 1947: Micky, Donald und Goofy im Märchenland (Mickey and the Beanstalk) – Regie: Hamilton Luske, Bill Roberts[381]
- 1950: Cinderella – Regie: Clyde Geronimi, Wilfred Jackson, Hamilton Luske, Vorlage: Cendrillon von Charles Perrault
- 1951: Alice im Wunderland (Alice in Wonderland) – Regie: Clyde Geronimi, Wilfred Jackson, Hamilton Luske, Vorlage: Lewis Carroll
- 1953: Peter Pan – Regie: Clyde Geronimi, Wilfred Jackson, Hamilton Luske, Vorlage: James M. Barrie
- 1959: Dornröschen (Sleeping Beauty) – Regie: Clyde Geronimi, Les Clark, Eric Larson, Wolfgang Reitherman, Vorlage: Die schlafende Schöne im Walde von Charles Perrault
- 1989: Arielle, die Meerjungfrau (The Little Mermaid) – Regie: John Musker, Ron Clements, Vorlage: Hans Christian Andersen
- 1991: Die Schöne und das Biest (Beauty and the Beast) – Regie: Gary Trousdale, Kirk Wise, Vorlage: Gabrielle-Suzanne de Villeneuve und Jeanne-Marie Leprince de Beaumont
- 1992: Aladdin – Regie: John Musker, Ron Clements, Vorlage: Tausendundeine Nacht
- 1994: Dschafars Rückkehr – Regie: Toby Shelton, Tad Stones, Alan Zaslove, Vorlage: Tausendundeine Nacht
- 1996: Aladdin und der König der Diebe (Aladdin and the King of Thieves) – Regie: Tad Stones, Vorlage: Tausendundeine Nacht
- 1997: Die Schöne und das Biest – Weihnachtszauber (Beauty and the Beast: The Enchanted Christmas) – Regie: Andrew Knight, Vorlage: Gabrielle-Suzanne de Villeneuve und Jeanne-Marie Leprince de Beaumont
- 1998: Belles zauberhafte Welt (Beauty and the Beast: Belle’s Magical World) – Regie: Bob Kline[382]
- 2000: Arielle, die Meerjungfrau 2 – Sehnsucht nach dem Meer (The Little Mermaid II: Return to the Sea) – Regie: Jim Kammerud, Brian Smith, Vorlage: Hans Christian Andersen
- 2002: Cinderella 2 – Träume werden wahr (Cinderella II: Dreams Come True) – Regie: John Kafka, Vorlage: Cendrillon von Charles Perrault
- 2002: Peter Pan: Neue Abenteuer in Nimmerland (Return to Never Land) – Regie: Robin Budd, Donovan Coock, Vorlage: James M. Barrie
- 2006: Bambi 2 – Der Herr der Wälder (Bambi II) – Regie: Brian Pimental, Vorlage: Felix Salten
- 2007: Cinderella – Wahre Liebe siegt (Cinderella III: A Twist in Time) – Regie: Frank Nissen, Vorlage: Cendrillon von Charles Perrault
- 2008: Arielle, die Meerjungfrau – Wie alles begann (The Little Mermaid – Ariel’s Beginning) – Regie: Peggy Holmes, Vorlage: Hans Christian Andersen
- 2008: Tinkerbell – Regie: Bradley Raymond, Vorlage: James M. Barrie
- 2009: Küss den Frosch (The Princess and the Frog) – Regie: John Musker, Ron Clements, Vorlage: Brüder Grimm
- 2010: Rapunzel – Neu verföhnt (Tangled) – Regie: Nathan Greno, Byron Howard, Vorlage: Brüder Grimm
- 2012: Rapunzel – Verföhnt, Verlobt, Verheiratet (Tangled Ever After) – Regie: Nathan Greno, Byron Howard, Vorlage: Brüder Grimm[383]
- 2012: Das Geheimnis der Feenflügel (Secret of the Wings) – Regie: Bobs Gannaway, Peggy Holmes
- 2013: Die Eiskönigin – Völlig unverfroren (Frozen) – Regie: Chris Buck, Jennifer Lee, Vorlage: Die Schneekönigin von Hans Christian Andersen
- 2015: Die Eiskönigin – Party-Fieber (Frozen Fever) – Regie: Chris Buck, Jennifer Lee, Vorlage: Die Schneekönigin von Hans Christian Andersen
- 2017: Die Eiskönigin – Olaf taut auf (Olaf’s Frozen Adventure) – Regie: Stevie Wermers-Skelton, Kevin Deters
- 2017: Rapunzel: Für immer verföhnt (Tangled: Before Ever After) – Regie: Tom Caulfield, Stephen Sandoval[384]
- 2019: Die Eiskönigin II (Frozen II) – Regie: Chris Buck, Jennifer Lee, Vorlage: Die Schneekönigin von Hans Christian Andersen
- 2019: Myth: A Frozen Tale – Regie: Jeff Gipson, Vorlage: Kursgeschichte zu Die Eiskönigin II[385]

## Fernsehserien
- Siehe Liste von Märchen-Fernsehserien